# Hipoteca omnibus
La hipoteca omnibus, es una variedad de la hipoteca de máximo, o hipoteca de seguridad, que no se halla sometida al dogma de la accesoriedad de la hipoteca, de modo que puede subsistir con independencia de la existencia o inexistencia de la obligación principal garantizada, que además, en lo referente a las obligaciones que garantiza, puede ser varia y heterogénea, en este caso. Se trata de una modalidad de las que se conocen como hipotecas de propietario, por ser capaces de subsistir vigentes por sí mismas, sin que exista el negocio, o negocios, principales a cuyo aseguramiento nacieron. Con ánimo peyorativo, se la denomina también con nombres como hipoteca paraguas o hipoteca sumidero, y con un cierto mayor rigor, se la denomina, hipoteca flotante, hipoteca de empresa o hipoteca empresarial, pues su uso se reserva por la ley únicamente para acreedores hipotecarios que tengan estatuto de entidad bancaria. Los particulares y empresas no bancarias tienen vedada esta forma especial de garantía, es decir, no pueden ser acreedores garantizados con hipoteca onmibus.

## Regulación en España
El artículo 11 de la Ley 41/2007, de 7 de diciembre, ha insertado el nuevo art. 153.bis en la Ley Hipotecaria de 1.946, que introduce en el Derecho español el reconocimiento legal a esta figura especial de hipoteca, y su regulación específica.

## Requisitos básicos de la escritura constitutiva
Es posible que la hipoteca omnibus garantice una o varias obligaciones, incluso aunque no haya nexo causal entre ellas. Solamente se necesita la conexión personal acreedor-deudor. Es posible garantizar obligaciones totalmente futuras. La identificación de las obligaciones garantizadas se considera que es suficiente señalando su nombre en el caso de operaciones típicas (ya sea tipicidad legal o social). En otro supuesto deben especificarse las operaciones que pueden quedar cubiertas con la garantía.. Deben rechazarse, por tanto, expresiones como ….”y cualesquiera otras obligaciones que pudieran existir entre …”.  Dado que existe, con carácter general, la posibilidad de hipoteca por deuda ajena, también podrán incluirse obligaciones que sean contraídas por un tercero. Aunque no se diga expresamente, la remisión que se hace a los artículos 129 y 153 de la Ley Hipotecaria y a la Ley de Enjuiciamiento Civil de 2.000, presupone que las distintas obligaciones necesitan de una cuenta especial de liquidación como soporte contable, para cuya identificación bastará la referencia a tal cuenta especial. Debe de incluirse con cuidado previsiones para la ejecución judicial, en los términos que se señalan en el apartado siguiente. Debe establecerse un límite de responsabilidad hipotecaria y un plazo de duración de la hipoteca, que es independiente de la duración de las obligaciones garantizadas.

## Título ejecutivo y ejecución
La ejecución de la hipoteca omnibus se hará conforme a los requisitos y las previsiones que se establecen para la ejecución de hipotecas en garantía de cuentas corrientes de crédito. La propia Ley de Enjuiciamiento Civil de 2.000, ya se anticipó en cierta medida cuando habla en el artículo 695 de “cuentas corrientes u operaciones similares derivadas de contratos mercantiles”. Es requisito imprescindible (y no facultativo como dice el precepto) que se pacte la forma en la que se determinará la cantidad exigible (artículo 572 de la LEC). Normalmente será la certificación de la entidad acreedora hipotecaria comprobada e intervenida por notario.